# کیم وو مین
کیم وو مین (کره‌ای: 김우민؛ زادهٔ ۲۴ اوت ۲۰۰۱) ورزشکار شنا اهل کره جنوبی است.
وی در مسابقات کشوری و بین‌المللی در مجموع برندهٔ ۴ مدال طلا، ۲ مدال نقره، ۱ مدال برنز شده است.